# (38519) 1999 TB253
1999 TB253 (asteroide 38519) é um asteroide da cintura principal. Possui uma excentricidade de 0.07571970 e uma inclinação de 10.46935º.
Este asteroide foi descoberto no dia 9 de outubro de 1999 por LINEAR em Socorro.